# Наконечник стрелки вправо сверху
Наконечник стрелки вправо сверху (◌͐, ˃) — диакритический знак, используемый в Уральском фонетическом алфавите.

## Использование
В УФА обозначает долготу, промежуточную между полудолготой и долготой
В варианте ромического алфавита 1877 года обозначал ослабевающее ударение.
В варианте Американской фонетической транскрипции Кеннета Ли Пайка (1947) наконечник стрелки вправо после буквы обозначал язычные абруптивные согласные.
В транскрипции Teuthonista наконечник стрелки вправо после буквы обозначает имплозивность.